# Сарыоба (село)
Сарыоба (каз. Сарыоба) — село в Аршалынском районе Акмолинской области Казахстана. Административный центр Сарыобинского сельского округа. Код КАТО — 113453100.

## География
Село расположено возле озера Малая Сары-Оба, северо-восточной части района, на расстоянии примерно 41 километров (по прямой) к северу от административного центра района — посёлка Аршалы.
Абсолютная высота — 405 метров над уровнем моря.
Климат холодно-умеренный, с хорошей влажностью. Среднегодовая температура воздуха положительная и составляет около +3,9°С. Среднемесячная температура воздуха в июле достигает +19,8°С. Среднемесячная температура января составляет около -14,2°С. Среднегодовое количество осадков составляет около 440 мм. Основная часть осадков выпадает в период с мая по август.
Ближайшие населённые пункты: станция Сарыоба — на севере.

## Население
В 1989 году население села составляло 814 человек (из них казахи — 29%, русские — 28%, немцы — 24%).

В 1999 году население села составляло 917 человек (453 мужчины и 464 женщины). По данным переписи 2009 года, в селе проживали 784 человека (399 мужчин и 385 женщин).
| Численность населения | Численность населения | Численность населения |
| 1989                  | 1999                  | 2009                  |
| --------------------- | --------------------- | --------------------- |
| 814                   | ↗917                  | ↘784                  |

## Улицы[6]
- ул. Абая
- ул. Достык
- ул. Жастар
- ул. Толе би